# 7549-es mellékút (Magyarország)
A 7549-es számú mellékút egy rövid, kevesebb, mint három kilométer hosszú, négy számjegyű országos közút Zala vármegyében. Lenti déli szomszédságában kapcsol össze két utat, amelyek a Kerka völgyének keleti és nyugati oldalán húzódnak, összekötve két útjába eső települést is.

## Nyomvonala
A 7539-es útból ágazik ki, annak 6,900-as kilométerszelvénye táján, Szécsisziget Újtelep településrészének északi szélén, nyugat felé. 200 méter után kicsivel keresztezi a Kerka folyását, majd eléri a szécsiszigeti bivalyrezervátumot, amelynek területét tulajdonképpen kettészeli. 500 méter után éri el Szécsisziget központjának lakott területét, ott elhalad a település régi műemlék vízimalma, majd a temploma mellett, a neve itt Rákóczi Ferenc utca. Alighogy túljut az első kilométerén, már ki is lép a község belterületéről.
1,4 kilométer elérése előtt Kerkateskánd területére érkezik, ahol Tótfalu településrész déli részén halad keresztül. Annak belterületét 2,2 kilométer után éri el, ott Petőfi Sándor utca néven halad. Röviddel ezután ki is lép a község házai közül, majd beletorkollik a 7538-as útba, ahol véget is ér, annak 24,250-es kilométerszelvényénél, már ismét külterületen. A két út kis delta csomóponttal találkozik, a delta északi ága önállóan számozódik, 75 805-ös számmal.
Teljes hossza, az országos közutak térképes nyilvántartását szolgáló kira.gov.hu adatbázisa szerint 2,711 kilométer.

## Hídjai
Két jelentősebb hídja az 1967-ben épült szécsiszigeti Kerka-híd a 227-es méterszelvényében és szintén Szécsiszigeten a Tótfalui-patak fölötti híd az 1+339-es kilométerszelvényében, ami az előbbinél egy évvel fiatalabb. A Kerka-híd monolit vasbeton takaréküreges szerkezetű hídként épült, legnagyobb nyílásköze 21,1, teljes szerkezeti hossza 58,7 méter, míg a másik híd monolit vasbeton lemezszerkezet, legnagyobb nyílásköze 8,1, teljes szerkezeti hossza pedig 26,6 méter.